# أبو عبد الله محمد الأول
أبو عبد الله محمد الأول (1198 - 1273) (595 - 671 هـ) هو الغالب بالله محمد بن يوسف بن محمد بن أحمد بن نصر بن الأحمر، المعروف بـابن الأحمر. من بني نصر أو بني الأحمر المنحدرة من قبيلة الخزرج الأزدية القحطانية، مؤسس دولة بني نصر بالأندلس والسلالة الحاكمة فيها. حكم مملكة غرناطة بين عامي (1238 - 1273).

## ابن الأحمر وبقية الأندلس

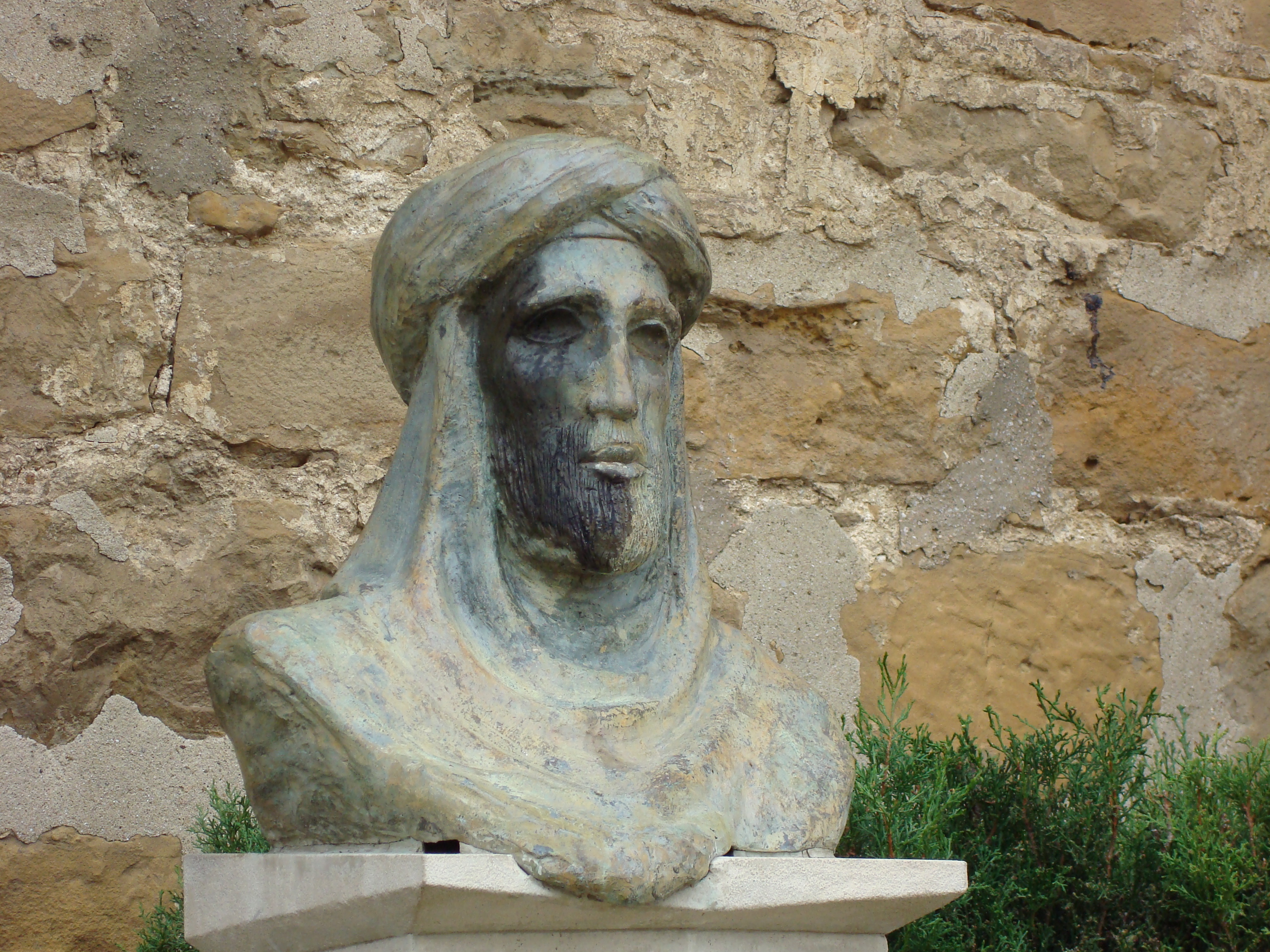
تمثال لمحمد بن يوسف بن الأحمر في جيان

يرجع الفضل في قيام مملكة غرناطة التي شاء الله ان تكون ملاذ المسلمين في الأندلس دهرا طويلا آخر إلى عبقرية رجل من ذوى النباهة والسياسة والدهاء والعزم والتواضع معا وهو محمد بن يوسف بن محمد بن أحمد بن نصر المعروف بابن الأحمر سليل بنى نصر وهو في الاصل سادة حصن ارجونة على مقربة من أعمال قرطبة ويرجعون نسبهم إلى الصحابي سعد بن عبادة الخزرجي الانصاري الازدي سيد الخزرج من اعرق بطون القبائل العربية وكان لبنى نصر وجاهة وعصبية بالأندلس وولد محمد بن يوسف بن الأحمر في ارجونة سنة 1198 م ونشأ في مهاد الفضيلة والتقشف جنديا وافر الجرأة والعزم يتزعم قومه ويقودهم إلى مواطن النضال وبالرغم من كل هذا إلا انه كان طموحه بلا حدود وواتته الفرصة عندما ضعف امر الموحدين بالأندلس والمغرب وانتزع ثائر الأندلس الشهير محمد بن يوسف بن هود منهم الكثير من الثغور والقواعد تباعا كما اطاعته الكثير من القواعد وبايع بن هود الخليفة العباسي المستنصر بالله في بغداد حتى يصبغ الشرعية على سلطتة وكان كلا من ابن هود وابن الأحمر يتطلع إلى الاستئثار بزعامة الأندلس واقتتلا على مقربة من اشبيلية هزم فيها ابن هود ولكن عندما رأى استتباب الامر لابن هود وتفاهمه مع الخليفة اختار ان يعقد هدنة معه وبوفاة ابن هود انهارت دولته بسرعة وعندئذ استولى ابن الأحمر على المرية وقامت مدينة غرناطة بدعوته فدخلها في حفل بسيط فجعل بها مقر حكمه وقاعدة سلطانه.
وهكذا نشأت إمارة غرناطة الصغيرة من غمر الفوضى التي سادت الأندلس عند انهيار دولة الموحدين ولكنها كانت في حاجة إلى الاستقرار والتوطد وكان ابن الأحمر يواجه في سبيل هذه المهمة كثيرا من الصعاب وكانت الأندلس قد مزقتها الحرب الأهلية وانتثرت إلى حكومات ومناطق عديدة وكان ابن الأحمر يحظى بتأييد جمهور كبير من الشعب الأندلسي ولا سيما في الجنوب ولكن اصاغر الحكام كانوا يفضلون الانضواء تحت حكمه وكان فرناندو الثالث ملك قشتالة يرى في ابن الأحمر بعد وفاة ابن هود زعيم الأندلس الحقيقي والخصم الذي يجب تحطيمه وكان ابن الأحمر وهو يعمل على توطيد مملكته الناشئة يشعر بخطر دائم من الأسبان ويراقب تحركات فرناندو في توجس وكان فرناندو قد سير جيشا عاث في منطقة جيان وأستولى على حصن ارجونة موطن ابن الأحمر وقومه بنو نصر وعدة حصون من املاك ابن الأحمر ثم زحف الأسبان صوب غرناطة ذاتها وحاصروها ولكنهم ردوا عن اسوارها بخسارة فادحة عام 1244 م وفي العام التالي زحف النصارى على جيان وحاصروها حتى كادت تسقط في ايديهم فلما رأى ابن الأحمر تفوق النصارى وعبث المقاومة آثر مهادنة ملك قشتالة فسار إلى لقائه في معسكره وقدم إليه طاعته وأتفق أن يحكم أراضيه باسمه وفي ظله وان يقدم له جزية سنوية قدرها مائة وخمسون ألف قطعة ذهبية وتعهد بمعاونته في حروبه ضد اعدائه وان يشهد اجتماع مجلس قشتالة النيابى (الكورتيس) باعتباره من الامراء التابعين للعرش وسلم إليه قلعة جيان رهينة بحسن طاعته وهكذا امنت غرناطة شر العدوان مدى حين وارتضى ابن الأحمر بان يضحى باستقلاله مؤقتا احتفاظا بأراضيه وحتى تتوطد دعائم دولته وعاون النصارى في محاصرة اشبيلية والاستيلاء عليها تنفيذا لعهده وكانت هذه المناظر المؤلمة تتكرر في تاريخ الأندلس منذ ملوك الطوائف وتعتبر هذه نقطة سوداء لاتمحى من تاريخ بن الأحمر حيث نرى كثيرا من ملوك الأندلس يعينون ملك قشتالة على اخوانهم الأندلسيين احتفاظا بالملك والسلطان
ولكن ابن الأحمر كان يقبل هذا الوضع راغما انقاذا لتراث لم يكتمل الرسوخ بعد وتنفيذا لامنية كبيرة بعيدة المدى ذلك لانه كان يطمع إلى جمع كلمة الأندلس كلها تحت لوائه وادماج ماتبقى من تراثها واراضيها في مملكة موحدة تكون ملكا له ولعقبه ولم تكن تحدوه رغبه في توسع يجعله إلى الابد اسيرا لحلفائه النصارى مثلما كان يفعل اسلافه زعماء الطوائف بل كانت تحدوه قبل كل شيء الرغبة في الاستقرار والتوطد داخل حدود امارته المتواضعة ومن ثم كانت مصانعته للنصارى ومهادنتهم في البداية وكان جريا على السياسة الأندلسية المأثورة يستمد عون ملوك العدوة بالمغرب ويوثق معهم اواصر المودة وكان تطور الحوادث في الأندلس وتفاقم محنتها وتوالى سقوط قواعدها في ايدى العدو قد أخذ يحدث صداه قويا في الضفة الأخرى من البحر في المغرب حيث أخذ نجم الدولة المرينية يتألق وتبدو ضخامة حشودها وقواتها وموادرها مشجعة على الالتجاء إليها وطلب انجادها وكانت النجدات الأولى من متطوعى بنى مرين قد اخذت تعبر إلى الأندلس وقامت في داخل المغرب حركة قوية للحث على انجاد الأندلس وتداركها قبل ان يفوت الاوان واشترك في هذه الحركة شعراء نظموا القصائد المبكية وعلماء وادباء توجهوا برسائلهم البليغة بيد انه كان لابد ان تمضى اعوام أخرى حتى تؤتى هذه الحركة ثمارها العملية ويعبر بنو مرين بقواتهم الجرارة إلى الأندلس وبالرغم من ان ابن الأحمر استطاع أن يصمد لمقاومة القشتاليين ومحاربتهم واستطاع بالفعل ان يهزمهم حينما غزوا اراضيه 1261 م فانه لبث يعاني من غزواتهم المتوالية فلما تفاقم الامر وزحف القشتاليون على غرناطة للمرة الثانية ورأى ابن الأحمر انه عاجز عن رد هذا البلاء اضطر ان يتقدم خطوة أخرى في سبيل طلب الهدنة وكان لتحقيق ذلك ضحى بالكثير فعقد مع الفونسو العاشر ملك قشتالة 1267م معاهدة سلم جديدة تنازل بمقتضاها عن عدد كبير من البلاد والحصون وقيل ان ماعطاه ابن الأحمر بمقتضى هذا الصلح لملك قشتالة بلغ مائة وخمسين من بلاد غرب الأندلس.
و قضى ابن الأحمر الاعوام القليلة الباقية من حكمه في توطيد مملكته وتنظيم شئونها وكان قد أعلن البيعة بولاية العهد لابنه الأكبر محمد وبذلك اسبغ على رياسة بنو نصر صفه الملكية الوراثية ثم توفى في التاسع والعشرين من جمادى الثانية سنة 1273م عقب جرح اصابه في معركة ضد جماعة من الخارجين عليه وكان قد قارب الثمانين من عمره.
وكان ابن الأحمر يتمتع بصفات كثيرة منها البراعة السياسية والمقدرة على تنظيم الامور وشغفه بالجهاد وتواضعه فكان يعرف بالشيخ ويلقب بأمير المؤمنين وهو اللقب الذي غلب على سلاطين غرناطة فيما بعد.
وشيد في عصره حصن الحمراء وسكنه ويقال أن هذا هو السبب بتلقيبه بابن الأحمر والبعض الآخر يقول تسميته بالأحمر ترجع لنضارة وجهه واحمرار شعره.
اما عن مملكة غرناطة فكانت قد توطدت دعائمها نوعا ما واستقر بها ملك بنى الأحمر على اسس ثابتة وكان من حسن طالعهم انه لم يظهر في مملكه غرناطة زعماء أخرون ينازعون بنو نصر زعامتهم ولذا لم نشهد في هذه الفترة مأساة الطوائف مرة أخرى وان لم تخلوا الدولة النصرية من الثورات والانقلابات.
ومن غرائب الاقدار ان هذه المملكة الصغيرة تحافظ على تراث الأندلس زهاء مائتين وخمسين عاما أخرى.

## وفاته
توفي محمد بن يوسف بن الأحمر سنة 671 هـ وقام بأمره مـن بعـده ابنـه أبو عبد الله محمد الثاني وكان يعرف بالفقيه.

## روابط خارجية
- www.genealogics.org

| سبقه -- | حاكم غرناطة 1238 - 1273 | تبعه محمد الثاني |